# Крутцы (Костромская область)
Крутцы — деревня в составе Дмитриевского сельского поселения Галичского района Костромской области России.

## География
Деревня расположена у автодороги Судиславль — Солигалич Р100, на берегу реки Челсма.

## История
Согласно Спискам населенных мест Российской империи в 1872 году деревня относилась к 2 стану Галичского уезда Костромской губернии. В ней числилось 9 дворов, проживало 36 мужчин и 37 женщин.
Согласно переписи населения 1897 года в деревне проживало 88 человек (38 мужчин и 50 женщин).
Согласно Списку населенных мест Костромской губернии в 1907 году деревня относилось к Фоминской казенной волости Галичского уезда Костромской губернии. По сведениям волостного правления за 1907 год в ней числилось 20 крестьянских дворов и 114 жителей. В деревне имелось 5 ветряных мельниц. Основным занятием жителей деревни был малярный промысел.
До муниципальной реформы 2010 года деревня также входила в состав Дмитриевского сельского поселения.

## Население
| 2008 | 2010 | 2012 | 2014 |
| ---- | ---- | ---- | ---- |
| 1    | ↗6   | ↘1   | →1   |